# 辽宁广播电视台北方频道
辽宁广播电视台北方频道是辽宁广播电视台的一条电视频道，前身为辽宁教育电视台，于2010年1月1日开播。该频道节目曾经定位为高端路线，开播初期曾计划在半年内上星播出并作为外宣频道，然而因广电总局未批而上星计划搁浅。此后，辽宁广播电视台北方频道于2017年1月1日全新升级改版为新闻为主的综合频道。

## 主要节目
- 《逗你樂翻天》
- 《说天下》
- 《大海热线》
- 《北方警事》
- 《辽宁新闻之直通市县区》
- 《北方财经》
- 《健康朋友圈》
- 《辽宁新闻》
- 《北方新视界》

## 台标
该频道开播早期，台标为英文大写字母“NORTH”（即“北方”），其中的“O”为辽宁广播电视台的台标；但如今台标形式已与辽宁广播电视台其它免费频道统一，即辽宁广播电视台的台标+“北方”汉字。

## 其它
该频道与辽宁广播电视台都市频道及其前身“辽宁北方电视台”及“辽宁电视台北方频道”并无关联。